# IHECS Academy - centre formation continue à la communication
IHECS Academy est un département de l'Institut des hautes études des communications sociales, créé en 2009, à Bruxelles, en Belgique, et exclusivement consacré à la formation continue dans les domaines du journalisme, de la communication et des médias.

## Formations
IHECS Academy proprose des formations en journalisme et en relations publiques, destinées à des étudiants comme aux professionnels.